# Pogonocherus creticus
Pogonocherus creticus là một loài bọ cánh cứng trong họ Cerambycidae.